# メアリー (ハーウッド伯爵夫人)
プリンセス・ロイヤルおよびハーウッド伯爵夫人メアリー王女（英語: Princess Mary, Princess Royal and Countess of Harewood、全名: ヴィクトリア・アレクサンドラ・アリス・メアリー・ラッセルズ; Victoria Alexandra Alice Mary Lascelles、1897年4月25日 - 1965年3月28日）は、イギリスの第6代ハーウッド伯ヘンリー・ラッセルズの妻。当時ヨーク公だったジョージ王子（のちのイギリス王ジョージ5世）とメアリー・オブ・テックの長女（第3子）として、ノーフォークのヨーク・コテジで生まれた。兄にエドワード8世、ジョージ6世、弟にグロスター公ヘンリー、ケント公ジョージがいる。

## 生涯
幼少期、教育は家庭教師から受け、時には兄弟たちと机を並べた。ドイツ語とフランス語が流暢に話せ、生涯を通じて馬と競馬が好きだった。最初に出席した公的行事は、1911年6月11日にウェストミンスター寺院で行われた両親の戴冠式であった。
第一次世界大戦中、メアリーは母と一緒に病院訪問やイギリス軍兵士と家族への支援活動に従事した。活動の一つに、イギリス陸海軍兵士の全員にクリスマス・プレゼントとして贈った「メアリー王女のクリスマス・ギフト基金」があった。また、ガールスカウト運動を積極的に啓蒙した。1920年にイギリス・ガールスカウト協会の名誉総裁になり、亡くなるまで務めた。

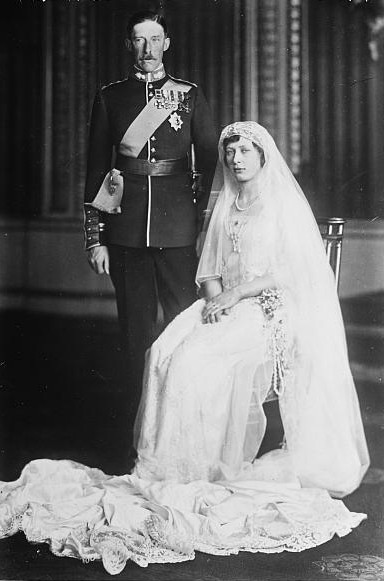
成婚時のラッセル子爵ヘンリーとメアリー

1922年2月28日、メアリーはラッセル子爵ヘンリー（第5代ハーウッド伯ヘンリーの嗣子）と結婚した。この時にブライズメイトを務めたのは、友人のエリザベス・ボーズ＝ライアン（翌1923年に次兄アルバートと結婚する）だった。結婚と同時にヘンリーはガーター騎士となった。夫妻はヨークシャーに新居を構えた。メアリーはヘンリーとの結婚に乗り気でなく、両親が決めた結婚であると言われてきた。長兄エドワードは、可愛がっていた妹を好きでもない男と結婚させるのに反対した。しかし夫妻の長男である第7代ハーウッド伯ジョージは回顧録の中で、広く知られている不幸な結婚だったという噂をきっぱりと否定している。曰く、両親はいつも一緒に過ごし、たくさんの共通の友人と趣味があったという。
1929年10月、ラッセル子爵ヘンリーは父のあとを継いで第6代ハーウッド伯爵を襲爵。1932年1月、ジョージ5世は一人娘メアリーを「プリンセス・ロイヤル」（Princess Royal）とした。メアリーは長兄エドワードと非常に仲が良かったことから、彼が退位しウィンザー公となった後、夫と一緒にエンツェンフェルト城（ウィーン近郊）へ出かけて兄との滞在を楽しんでいる。イギリス王室は、ウィンザー公エドワードはともかく、公爵夫人ウォリスを「デイヴィッド（エドワードの家族内での通称）を王位から引きずり落とした女」として忌み嫌い、1947年11月のエリザベス王女（のちの女王エリザベス2世）とフィリップ・マウントバッテンの結婚式の際、ウィンザー公夫妻を招待しなかった。この事態に抗議の意味を込めて、メアリーは王女の叔母でありながら、体調不良を理由に自身も欠席した。こののち、ウィンザー公は姪マーガレット王女とアレクサンドラ王女（弟ケント公の長女）のそれぞれの結婚式に招待されたが、ウォリスは招待されなかったため、どちらの式も出席を断った。
第二次世界大戦中、メアリーは王族として活発にイギリス陸海軍の活動に参加して国中を回った。1947年に夫に先立たれたのち、メアリーは長男の家族とヘアウッド・ハウスで暮らした。1951年にはリーズ大学の総長となった。休みなく内外での公務をつとめ、1953年のエリザベス女王戴冠式出席、1962年のトリニダード・トバゴ独立式典に女王の名代として出席、1964年のザンビア独立式典に女王の名代として出席した。メアリーが最後に務めた公務の一つは、女王の名代として列席した1965年3月のスウェーデン王妃ルイーズの葬儀だった。
メアリーは、長男ジョージと孫たちと散歩中に心臓発作を起こして、ハーウッド・ハウスの敷地内で倒れ、そのまま没した。
メアリーはその一生の間に、イギリス国王の代替わりに6回立ち会った。曾祖母ヴィクトリア、祖父エドワード7世、父ジョージ5世、兄エドワード8世とジョージ6世、そして姪エリザベス2世である。
1935年発行の10カナダドル紙幣に肖像が使用されている。

## 子女
- ジョージ （1923年2月7日 - 2011年7月11日）第7代ハーウッド伯爵
- ジェラルド（英語版） （1924年8月21日 - 1998年2月27日）

## 称号

プリンセス・ロイヤル・メアリーの紋章

- 1897年4月25日 - 1898年5月28日
メアリー・オブ・ヨーク王女殿下（英語: Her Highness Princess Mary of York）
- 1898年5月28日 – 1901年1月22日
メアリー・オブ・ヨーク王女殿下（英語: Her Royal Highness Princess Mary of York）
- 1901年1月22日 – 1901年11月9日
メアリー・オブ・コーンウォール・アンド・ヨーク王女殿下（英語: Her Royal Highness Princess Mary of Cornwall and York）
- 1901年11月9日 – 1910年5月6日
メアリー・オブ・ウェールズ王女殿下（英語: Her Royal Highness Princess Mary of Wales）
- 1910年5月6日 – 1922年2月22日
メアリー王女殿下（英語: Her Royal Highness The Princess Mary）
- 1922年2月22日 – 1929年10月6日
ラッセル子爵夫人メアリー王女殿下（英語: Her Royal Highness The Princess Mary, Viscountess Lascelles）
- 1929年10月6日 – 1932年1月1日
ハーウッド伯爵夫人メアリー王女殿下（英語: Her Royal Highness The Princess Mary, Countess of Harewood）
- 1932年1月1日 – 1965年3月28日
ハーウッド伯爵夫人プリンセス・ロイヤル殿下（英語: Her Royal Highness The Princess Royal, Countess of Harewood）